# Шанов, Виталий Дмитриевич
Виталий Дмитриевич Шанов (род. 27 февраля 1976, Москва) — российский скульптор. Член Московского союза художников.

## Биография
Виталий Шанов родился 27 февраля 1976 года в Москве.
Окончил Московский художественный институт имени В. И. Сурикова. Проходил стажировку в Академии Художеств города Штутгарта (Германия) у профессора Отто Хайек (1927—2005)
Окончил с отличием аспирантуру в мастерской профессора А. И. Рукавишникова.

## Творчество
Виталий Шанов работает в жанре монументальной скульптуры академического стиля. Основной вид материала, с которым он работает — бронза.
В работах Шанова много реминисценций классического мирового искусства, музейно-археологического эстетизма применительно к античным образцам, византийским памятникам, произведениям романики и готики, Ренессанса и классицизма. Скульптор-монументалист, Шанов пытается по-новому осмыслить сам феномен памятника в городской среде, сделав свои работы интерактивными и приближенными к зрителю.
В работах скульптора, в монументальных композициях и в формах малой пластики, ретроспективно разворачивается история конных монументов. Ещё одной темой творчества Виталия Шанова являются «пруды» — декоративные композиции, в которых сочетаются стебли, листья и цветы водных растений, легкокрылые стрекозы, жуки и другие обитатели прудов и источников. Для своих «фонтанов» Шанов выбирает орнаментальный стиль модерн, одним из лейтмотивов которого была декоративность, основанная на подражании органическим формам и линиям, создаваемым природой.
Работы скульптора находятся в Государственном музее им. Дарвина, Музее Московского Зоопарка, частных коллекциях России, Германии, Австрии, Бельгии, Франции.
Он работал над вратами главного храма ВС РФ и барельефами, на которых отображены все наиболее значимые битвы Великой Отечественной войны. Является автором памятника «Подвигу врачей и медсестер в годы Великой Отечественной войны» в Туле.
Участвовал в создании Храмового комплекса Живоначальной Троицы
на Борисовских прудах в Москве и многих других монументальных проектах.

### Основные монументальные произведения
- 2004 г. — Врата Храмового комплекса Живоначальной Троицы на Борисовских прудах в Москве.
- 2008 г. — Памятник Народной артистке СССР Кларе Степановне Лучко в Краснодаре.[6]
- 2009 г. — Памятник Святой Великомученице Екатерине в Краснодаре.[7]
- 2011 г. — Памятник академику живописи Александру Александровичу Киселёву в Туапсе.
- 2012 г. — Памятник Великим Целителям в Туапсе.
- 2012 г. — Памятник 200-летию Бородинской битвы, Бородино.
- 2015—2016 г. — Памятники погибшим в годы Великой Отечественной войны. Мемориалы «Неизвестному Солдату» в 12 городах РФ.
- 2015 г. — Памятник Подвигу Врачей и Медсестёр в годы Великой Отечественной войны в Туле.
- 2016 г. — Памятник генералу армии Ивану Черняховскому в Москве.
- 2016 г. — Монументальная скульптура «Символ России» -подарок Российской Федерации Филиппинам. Парк скульптур АТЭС, Манила.
- 2017 г. — Врата Храма Воскресения Христова и Новомучеников и исповедников Церкви Русской на Лубянке.[8]
- 2017 г. — Барельефы Святых Великомучеников Илариона Троицкого и Патриарха Тихона Московского для Храма Воскресения Христова и Новомучеников и исповедников Церкви Русской на Лубянке.
- 2017 г. — Статуи Святых православных воинов (Комплекс «Прасковеевка», Геленджик).
- 2017 г. — Врата Храма Святых Петра и Февронии Муромских Чудотворцев в Новороссийске.
- 2018 г. — Комплекс монументальных скульптурных композиций, монументальное скульптурное панно посвященное Крещению Руси, Херсонес Таврический.
- 2019 г. — Памятник труженикам тыла и детям войны «Кызыл Кош» — «Красный Обоз», Кызыл.
- 2019 г. — Памятник великому русскому поэту Александру Сергеевичу Пушкину, Брест, Беларусь.[9]
- 2019—2020 г. — Барельефы «Северных и Южных Врат», фасадные бронзовые скульптуры «Святой Александр Невский», «Святой Дмитрий Донской», «Канон Голгофа», Барельеф «Карта боевых действий соединений 5-й и 33-й армий западного фронта в битве под Москвой» для Главного Храма Вооруженных Сил Российской Федерации[10][11], расположенного по адресу: Московская область, Одинцовский район, г. Кубинка. Скульптуры «Статуя Сергий Радонежский», «Статуя Архангел Михаил» для объекта «Территория Храмового комплекса».
- 2020 г. — Аллея памяти в городе Ессентуки- бюсты десяти героев Советского Союза- участников ВОВ.
- 2020 г. — Памятник Чарльзу Гаскойну в Петрозаводске.
- 2021 г. — Памятник герою Первой Мировой войны, полковому священнику иеромонаху Амвросию Матвееву. Нило-Столобенская пустынь.
- 2021 г. — Мемориальный комплекс «Александр Невский с дружиной». Самолва. Псковская область.
- 2022 г. — Статуя Будды, Республика Тыва, Кызыльский район, местечко «Бор», 700 метров северо-восточной стороны от горы «Бельдир».
- 2022 г. — Памятный бюст Пушкину, Венесуэла, Каракас.
- 2022 г. — Два памятника-мемориала советским летчикам, погибшим в годы войны в Индокитае, Лаос, Вьетнам.
- 2023 г. — Скульптурная композиция: СОБОР ПСКОВО-ПЕЧЕРСКИХ СВЯТЫХ, Религиозная организация Епархиальный Свято-Успенский Псково-Печерский мужской монастырь Псковской Епархии Русской Православной Церкви (Московский Патриархат).
- 2023 г. — Памятник жителям Печор, Религиозная организация Епархиальный Свято-Успенский Псково-Печерский мужской монастырь Псковской Епархии Русской Православной Церкви (Московский Патриархат).
- 2023 г. — Въездной знак в город Печоры, г. Печоры.
- 2023 г. — Надгробный памятник НИКОЛАЮ СЕРГЕЕВИЧУ ЛЕОНОВУ, г. Москва.
- 2023 г. — Памятник Михаилу Алексеевичу Шалину, г. Москва.
- 2023—2024 г. — Работа над художественным оформлением, созданием скульптур, барельефов, горельефов на объекте: "Историко-археологический парк «Херсонес Таврический». Барельефы фасада Музея Крыма и Новороссии. Скульптуры евангелистов в Храм-парке Святой Троицы. Статуи грифонов на главном входе в Музей Христианства. Памятник князю Владимиру на территории Свято-Владимирского монастыря.
- 2024 г. — Памятник первой российской паровой машине, г. Петрозаводск.

### Список выставок
- 2006 г. — Московский Кремль.
- 2010 г. — Государственный Комплекс «Дворец Конгрессов». (Константиновский дворец) в Стрельне.[12]
- 2012 г. — АРТ-Манеж.
- 2013 г. — Арт Москва.
- 2014 г. — Государственный Дарвиновский Музей (Москва).
- 2014 г. — Российская академия художеств.
- 2016 г. — Тимирязевский Музей (Москва).
- 2021 г. — «Александр Невский. Прошлое. Настоящее» Новая Третьяковка (Москва).
- 2022 г. — Российское военно-историческое общество (Москва).
- 2023 г. — Государственная Дума (Москва).

## Награды и признание

### Признание
Лауреат Золотой медали Российской академии художеств. Член Московского союза художников. Участник многочисленных
выставок (Арт Манеж, Арт Москва, и т. д.) и экологических проектов.

### Награды
- Медаль ордена «За заслуги перед Отечеством» II степени (21 августа 2020 года) — за большой вклад в организацию и проведение социально важных, общественно значимых мероприятий[13];
- Премия Министерства обороны Российской Федерации в области культуры и искусства (2023 год) — за вклад в развитие культуры[14].

## Общественная деятельность
Виталий Шанов принимает активное участие в культурной и общественной жизни страны. В своей работе тесно взаимодействует с Министерством Обороны Российской Федерации и Русской Православной Церковью.